# Lipidosis
Las lipidosis son un grupo de trastornos metabólicos hereditarios en los que cantidades perjudiciales de lípidos (grasas) se acumulan en algunas de las células del cuerpo y los tejidos. Las personas con estos trastornos no producen suficientes enzimas necesarias para metabolizar los lípidos o producen enzimas que no funcionan correctamente. Con el tiempo, este almacenamiento excesivo de grasas puede causar permanentemente daños celular y tisular, particularmente en el cerebro, sistema nervioso periférico, hígado, bazo y médula ósea.

## Principales lipidosis
- Enfermedad de Gaucher.
- Enfermedad de Niemann-Pick.
- Enfermedad de Fabry
- Enfermedad de Wolman
- Xantomatosis cerebrotendinosa
- Sitosterolemia
- Enfermedad de Refsum
- Gangliosidosis (Enfermedad de Tay-Sachs)
- Leucodistrofia metacromática.[1]
- Enfermedad de Farber.[2]
- Enfermedad de Batten.